# Mihiragula
 (octobre 2007).
Si vous disposez d'ouvrages ou d'articles de référence ou si vous connaissez des sites web de qualité traitant du thème abordé ici, merci de compléter l'article en donnant les références utiles à sa vérifiabilité et en les liant à la section « Notes et références ».
Mihiragula ou Mihirakula (écriture gupta: , Mi-hi-ra-ku-la ; signifiant en persan : « conçu par Mithra », Sanskrit : Mihirakula, translittération chinoise, 摩酰逻矩罗, móxīluójǔluó ; également, chinois : 大族王 ; pinyin : dàzú wáng, japonais : 大族王, Daizoku-o) est un souverain des Huns dit Alkhon.
Il est le fils de Toramāṇa. Il arrive au pouvoir vers 502.
Il dirige son empire depuis sa capitale, Sagala, correspondant à l'actuelle Sialkot, au Pakistan.

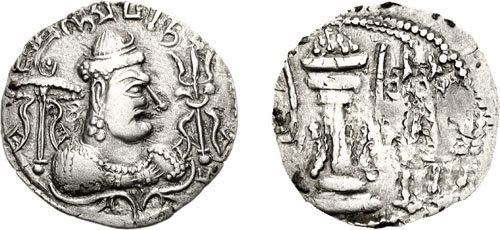
Monnaie de Mihiragula.

En 520, il rencontre le moine bouddhiste chinois Song Yun.
Mihiragula est décrit dans le Voyage en Occident de Xuanzang (VIIe siècle) comme un bon dirigeant qui étend son pouvoir sur les royaumes environnants. Il est cité comme adorateur du dieu hindou Shiva dans une inscription du temple du soleil situé dans le territoire de Gwâlior (inscription de Gwailor (en)). D'après la Rājataranginī (en), c'est un tyran d’une grande cruauté. En 528, il est vaincu près de Mandsaur par une coalition de royaumes indiens dirigée par Yashovarman (en), roi de Mâlvâ (voir pilier de Mandasor (en)).
Il se réfugie alors au Cachemire, dont il disparaît vers 542. Les Alkhon, ainsi que les Huns Hephtalites, retirés au Cachemire et au Panjâb, finissent par être assimilés, tout comme ceux qui sont restés en Inde centrale.

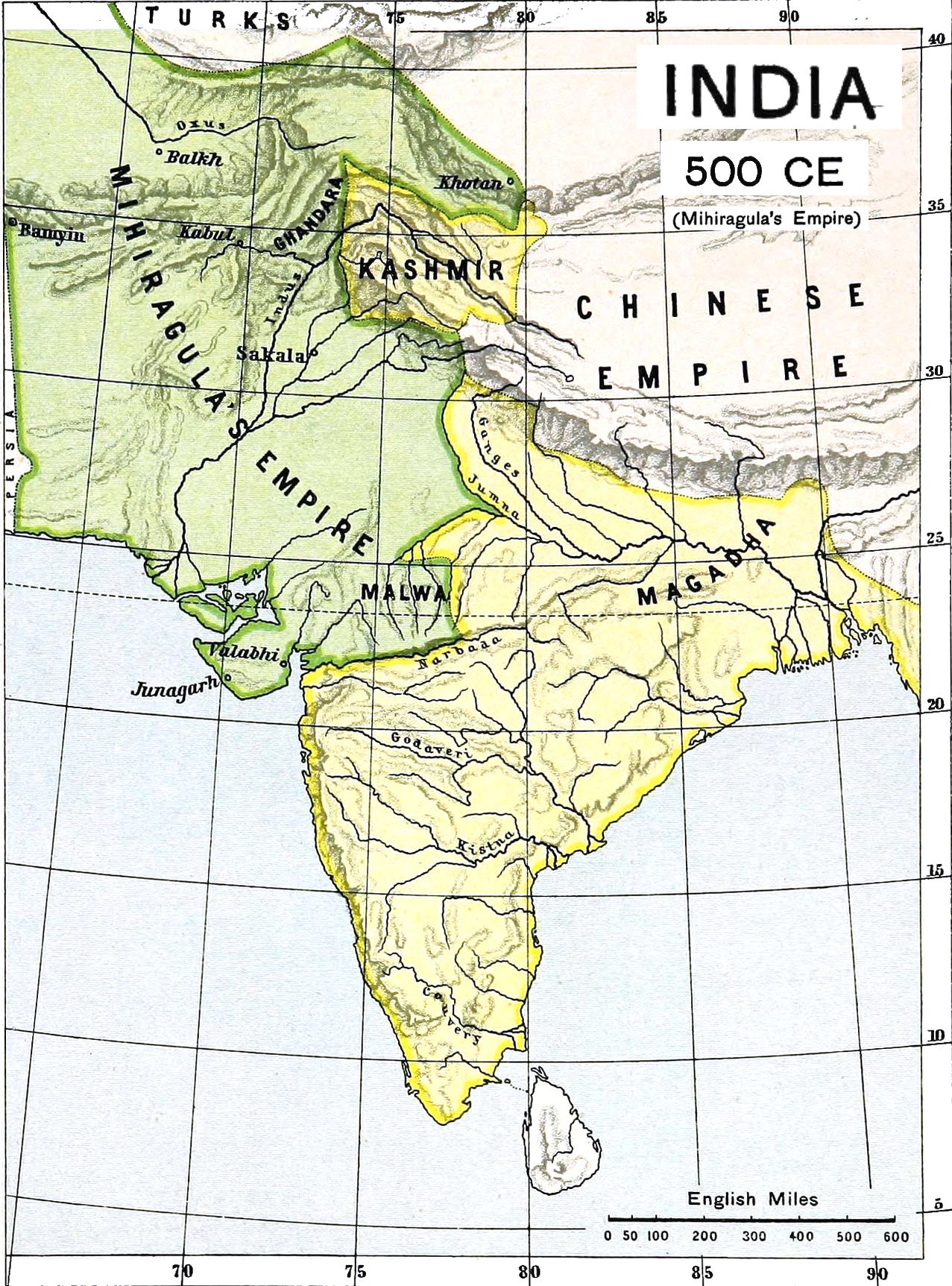
Carte de son Empire

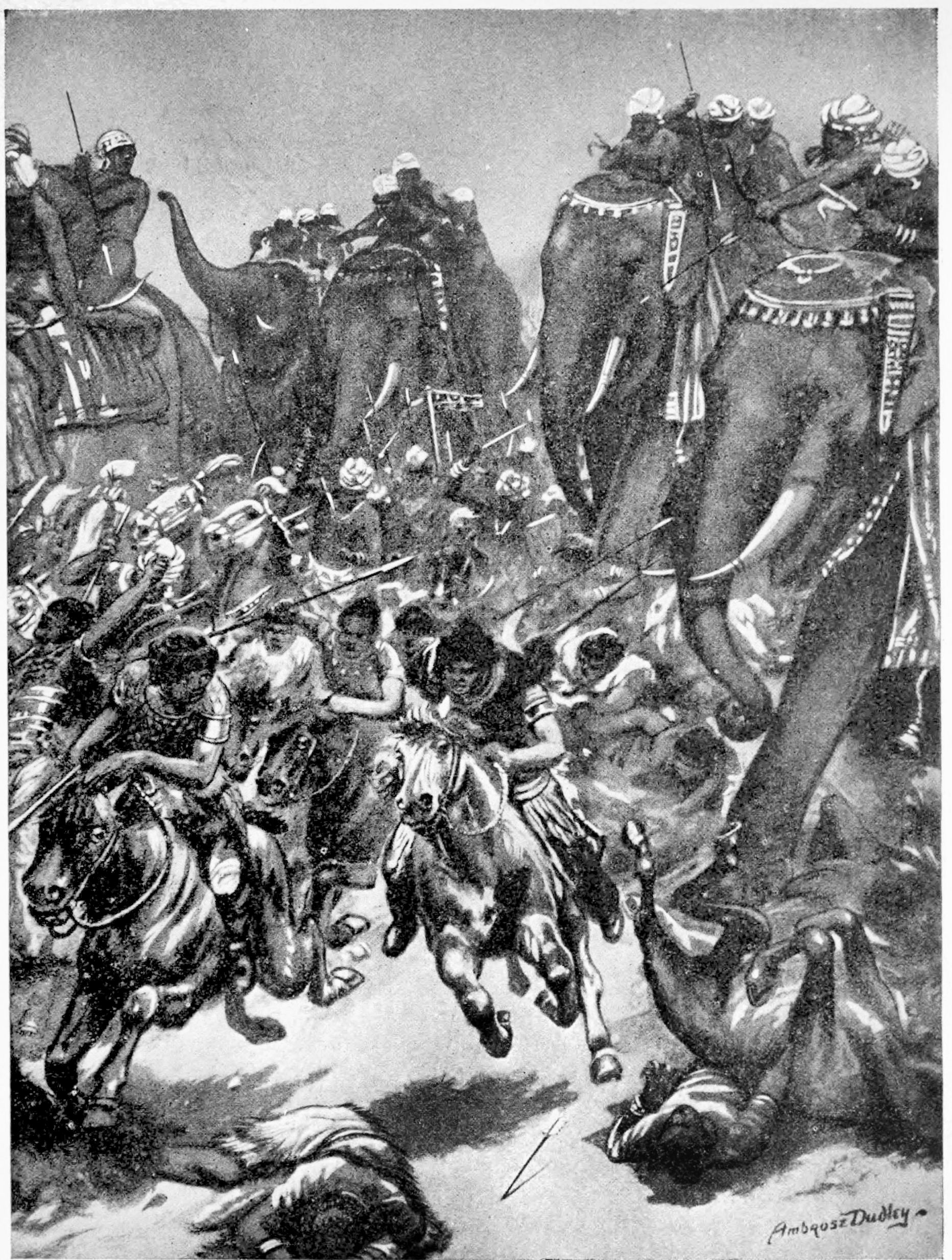
La défaite des Huns Hephthalites, illustration de 1915.